# Guido Beltramini
Guido Beltramini (Schio, 28 aprile 1961) è uno storico dell'architettura italiano noto per i suoi studi sull'opera di Andrea Palladio.

## Biografia
Beltramini è un esperto nel campo dell'Architettura rinascimentale e in particolare di Andrea Palladio e del palladianesimo, temi a cui ha dedicato una vasta produzione editoriale e curatoriale concentrandosi soprattutto sui rapporti fra l'architettura e altre arti come la letteratura e la pittura coeve.
Lavora come direttore del Centro internazionale di studi di architettura Andrea Palladio (CISA) dal 1991 e del relativo Palladio Museum dalla sua fondazione nel 2012, entrambi ospitati nel Palazzo Barbaran da Porto a Vicenza. Dal 2012 è membro dell'International Advisory Panel della rivista Architectural History pubblicata annualmente dalla Società degli storici dell'architettura della Gran Bretagna.
Beltramini ha una vasta esperienza come visiting professor e fellow in varie istituzioni nazionali e internazionali. Ha insegnato in qualità di professore a contratto presso l'Università di Ferrara e l'Università di Milano. Nel biennio 2009-2010 è stato un Kress Foundation Fellow presso la Italian Academy for Advanced Studies in America della Columbia University, mentre nel 2017 è stato lo Andrew W. Mellon Inaugural Visiting Professor al Victoria & Albert Research Institute per il dottorato in storia del design. Con alcuni degli enti con cui ha collaborato ha poi mantenuto un rapporto continuativo: nel 2008 è stato un Craig Hugh Smyth Visiting Fellow presso Villa I Tatti, il centro studi sul Rinascimento dell'Università di Harvard. Dal 2015 al 2020 ha insegnato come visiting lecturer presso Graduate School of Design di Harvard University; nel 2011 è stato Mellon Senior Fellow al Canadian Centre for Architecture e dal 2015 è membro del suo Board of Trustees. Dal 2016 è membro del consiglio di amministrazione del FAI - Fondo per l'Ambiente Italiano.

## Curatela
Beltramini ha curato numerose mostre per varie istituzioni, fra cui il Palladio Museum di Vicenza (da lui diretto), la Biennale di architettura di Venezia, la Royal Academy of Arts di Londra, il Morgan Library & Museum di New York, il National Building Museum di Washington D.C. e il Canadian Centre for Architecture di Montréal. Fra il 2013 e il 2017 ha curato un grande progetto sul rapporto fra architettura e letteratura del Rinascimento concretizzatosi in tre mostre: Pietro Bembo e l’invenzione del Rinascimento al Palazzo del Monte di Pietà Nuovo di Padova nel 2013, Aldo Manuzio. Il rinascimento di Venezia alle Gallerie dell'Accademia di Venezia nel 2016 e Cosa vedeva Ariosto quando chiudeva gli occhi al Palazzo dei Diamanti dei Ferrara nel 2016-17.

## Opere
Lista parziale.
- Guido Beltramini e Howard Burns, Andrea Palladio e la villa veneta da Petrarca a Carlo Scarpa, Venezia, Marsilio, 2005, ISBN 978-88-317-8640-9.
- Guido Beltramini (a cura di), Carlo Scarpa e la scultura del '900, Venezia, Marsilio, 2008.
- Guido Beltramini, Palladio privato, Venezia, Marsilio, 2008, ISBN 978-88-317-9473-2.
- Guido Beltramini e Fulvio Lenzo, Jefferson e Palladio - Come costruire un mondo nuovo, Roma, Officina Libraria, 2015, ISBN 978-88-97737-77-3.
- Guido Beltramini, Andrea Palladio - Il mistero del volto, Roma, Officina Libraria, 2016, ISBN 978-88-99765-18-7.
- Donata Battilotti, Guido Beltramini, Edoardo Demo e Walter Panciera, Storia dell'architettura nel Veneto. Il Cinquecento, Venezia, Marsilio, 2016, ISBN 978-88-317-2065-6.